# Vilma Vera
Vilma Cristina Vera Buitrago (Bogotá; 18 de diciembre de 1961) es una actriz de doblaje y televisión, y locutora colombiana. Conocida por hacer la voz de Kaoru Kamiya en Samurai X y Mito en Hunter x Hunter. Además, en su carrera en televisión, ha participado en diversas telenovelas como La viuda de Blanco, Pasión de gavilanes, El Zorro: la espada y la rosa, Te voy a enseñar a querer y Sin senos sí hay paraíso.

## Filmografía

### Televisión
- Pedro el escamoso: más escamoso que nunca (2024) — Dolores "Lola"
- La Reina del Sur (2022)
- Entre sombras (2022)
- Noticia de un secuestro (2022) — Mujer corriente[1]
- Emma Reyes, la huella de la infancia (2021) — Secundina
- Amar y vivir (2020) — Elena
- El hijo del Cacique (2019)
- El Bronx (2019) — Directora
- Dios sabe como haces sus cosas (2018)
- La ley del corazón (2018)
- Paraíso Travel (2018) — Sonia Ríos
- La Niña (2016) — VIlma de Osorio
- Sin senos sí hay paraíso (2016) — Doña Zoila
- Escobar, el patrón del mal (2012)
- Pobres Rico (2012) — Enfermera Brigite
- Flor salvaje (2011) — Caridad
- Bella Calamidades (2010) — Pánfila
- Tu voz estéreo (2009-2016) — Varios episodios
- Doña Bárbara (2008) — Carmen Gómez
- El Zorro: la espada y la rosa (2007) — Hermana Carola
- Floricienta (2006-2007) — Eulalia "Mona" Torres-Oviedo
- Los Reyes (2005-2006) — Susana "Susy"
- La tormenta (2005) — Chepa de Cruz
- Te voy a enseñar a querer (2004) — Doña Josefa 'Pepa'
- Pasión de gavilanes (2003-2004; 2022) — Magnolia Bracho / Doña Ferminia
- Ecomoda (2001) — Maruja Bravo de Gutiérrez
- Amantes del desierto (2001) — Gertrudis Montiel
- Rauzán (2000-2001) — Helena Zorrilla
- Yo soy Betty, la fea (2000) — Maruja Bravo de Gutiérrez
- La viuda de Blanco (1996-1997) — Teresa

## Filmografía en doblaje

### Animes
- Hunter x Hunter - Mito
- Mikan, el gato - Kyoko
- Samurai X - Kaoru Kamiya
- Super Duper Sumos - Mrs. Mister

### Películas animadas
- PollyWorld - Stacey

### Series animadas
- Zeke y su pad mágico - Ida Palmer
- Mi familia mágica - Mrs. Lumberg
- Betty Atómica - Iciclia
- El mundo divertido de Peep - Nellie
- Little Robots - Spotty
- Spy Groove - Helena Troy
- Cuatro ojos - Sra. Bloomfield
- Monstruo por error - Roz Patterson
- Las chicas superpoderosas - Bellota (eps. piloto) (Doblaje colombiano)

### Películas
- El auto de Mansfield - Vicky Caldwell (Shawnee Smith)
- Reviving Ophelia - Marie (Jane Kaczmarek)
- Una mujer en la mafia - Angie (Janet Wright)
- The Other Woman - Laura (Debra Monk)
- Lejos del cielo - Sybil (Viola Davis)
- Sin retorno - Mary (Helen Slater)
- Fantasmas en Manhattan - Lily Marlowe (Maggie Smith)
- Bésame - Edith (Rita Wilson)
- El rascacielos de la muerte - Eunice
- Dragones voladores - Paige Summers
- Union Square - Sara
- De bodas y mentiras - Frida Shiffman
- Asesinato en el piso 13 - Beth
- Rostros en la oscuridad - Dra. Langenkamp
- Crimen encubierto - Katherine Greenborne (doblaje colombiano)
- El gran Houdini - Esposa de Romeo
- Si hubiera sabido que era un genio - Profesora
- He Loves Me - Dr. Browing
- Chéri - Madame Roland
- The Fourth Kind - Cindy
- Bottle Shock - Sra. Relyea
- El mal hijo - Frances Reynolds
- El regreso del Sr. Ripley - Landlady
- Lloyd, el niño feo - Mrs. Crub
- Frenemy - Mujer Mayor
- Belphegor - Sr. Mozovski
- Ginostra - Madre Superiora
- El escritor de cartas - Voces adicionales
- El vampiro de Black Water - Voces adicionales